# Lucian Blaga

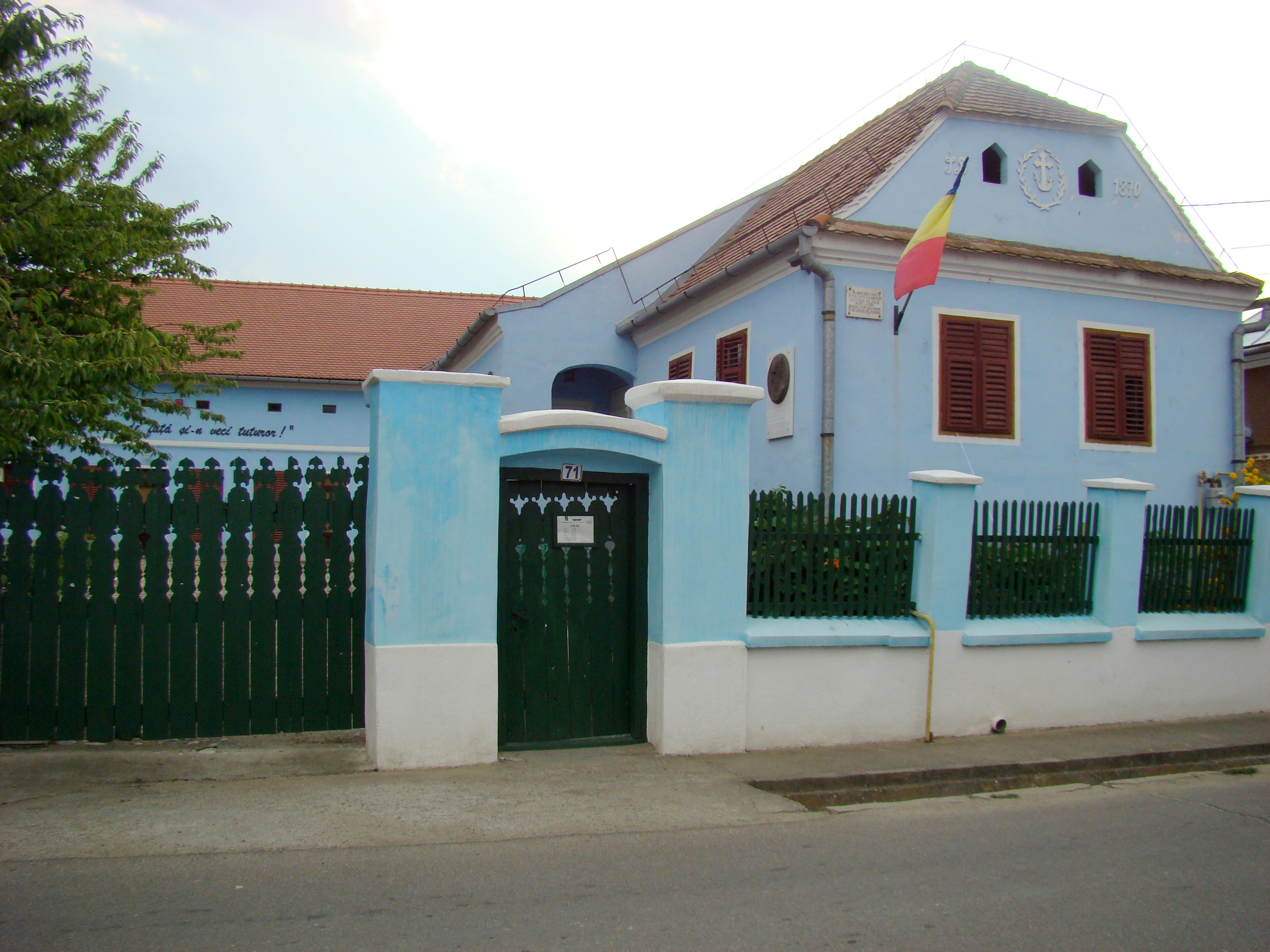
A szülőháza Lámkeréken

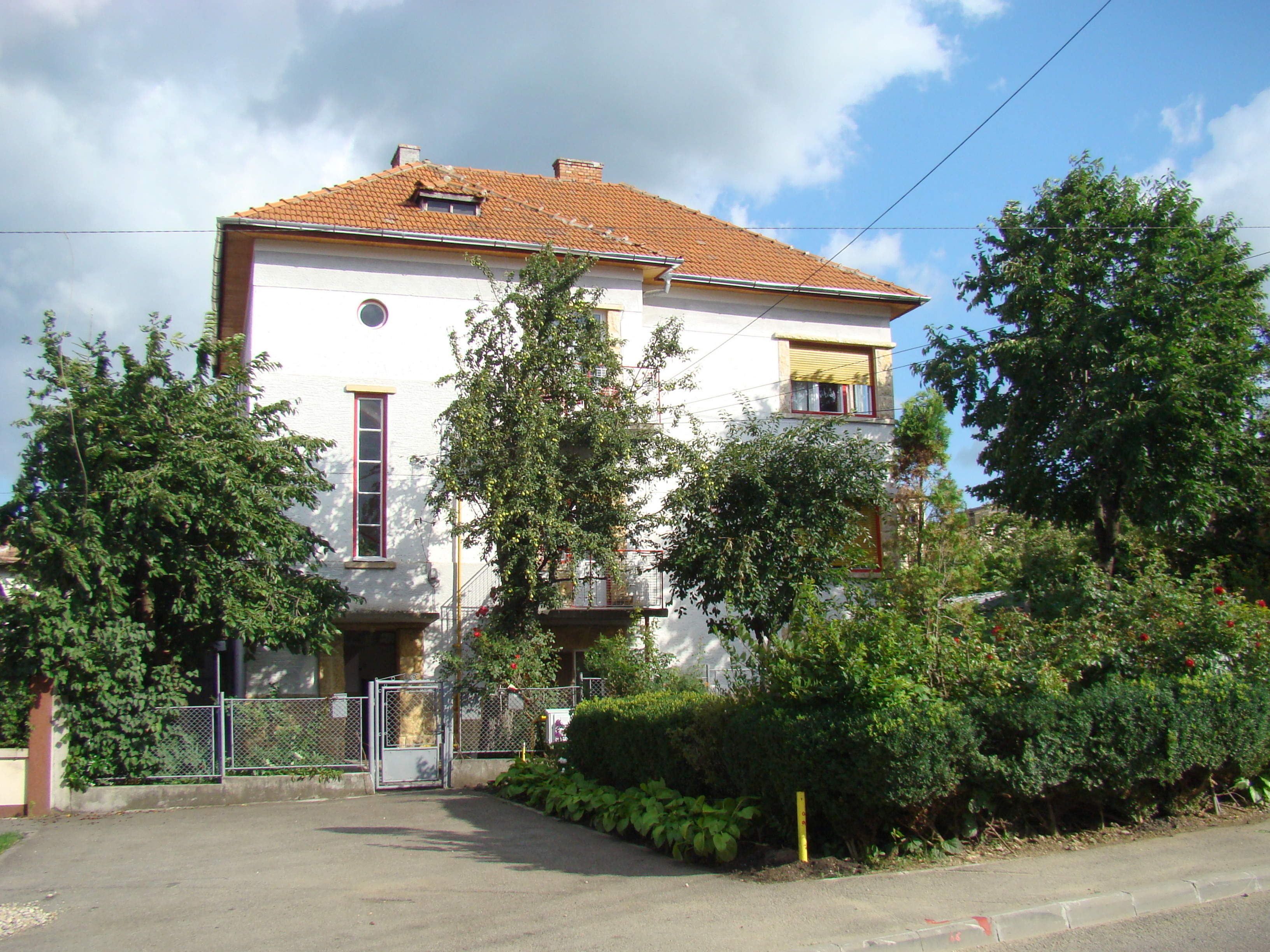
Egykori kolozsvári lakóháza a Tisztviselőtelepen

Lucian Blaga (Lámkerék, 1895. május 9. – Kolozsvár, 1961. május 6.) román filozófus, újságíró, költő, író, dramaturg, fordító, egyetemi tanár és diplomata, kimagasló kultúrember a két világháború közötti Romániában. 1936-tól a Román Akadémia tagja.

## Élete
Ortodox pap kilencedik gyermekeként jött a világra. Habár tudott volna, 4 éves koráig nem beszélt. Az Autoportret (Önarckép) című versében így ír erről: "Lucian Blaga néma, akár a hattyú" Iskolaéveit először Szászsebesen német nyelvű iskolában kezdte, majd Brassóban, az Andrei Șaguna líceumban tanult tovább. 1914-ben beiratkozott a nagyszebeni teológiai szemináriumba, hogy elkerülje a besorozást az osztrák-magyar monarchia hadseregébe. 1917-től a bécsi egyetemen tanult filozófiát és ugyanitt doktorált 1920-ban.
Az erdélyi Tribuna újság közölt először verset tőle 1910-ben Pe țărm címmel, majd a Românul hozta le a Reflecții asupra intuiției lui Bergson című tanulmányát 1914-ben. Az első drámáját 1920-ban a Voința folyóirat közölte Zamolxe, mister păgân címmel. 1921-ben a Román Akadémia az Adamachi díjjal jutalmazta a debütálását. 1922-ben a kolozsvári egyetem először adta elő Zalmoxe című darabját, valamint ebben az évben nyomtatták ki először a verseit német nyelven.
1926-ig sok lapnál dolgozott úgy, mint szerkesztő és igazgatósági tag. Ebben az évben a diplomáciai szolgálatban dolgozott Varsóban, Prágában, Lisszabonban, Bernben és Bécsben, mint követségi attasé. A Román Akadémia állandó tagjává választotta őt 1937-ben. A bécsi döntés után Szebenben, majd Kolozsváron tartott előadásokat. Szebenben adta ki 1943-tól folyóiratát Saeculum néven, s szerepet játszott a szebeni irodalmi kör megalakításában. 1948-ban eltávolították az egyetemtől, de továbbra is Kolozsvárott dolgozott könyvtárosként. 1960-ig a román kormány csak fordításokat engedélyezett neki. Az ekkor írt verseit majd csak halála után közölték. 1956-ban irodalmi Nobel-díjra jelölte Rosa del Conte és Basil Munteanu de a román kommunista kormány minden szempontból ellenezte ezt, mert idealista filozófusnak tartották, és versei egészen 1962-ig be voltak tiltva. A román kormány követeket küldött Svédországba, hogy tiltakozzanak a jelölés ellen.
1961. május 6-án halt meg rákban, és születésnapján, 9-én helyezték örök nyugalomra szülőfaluja temetőjében.
Lucian Blaga nevét viseli a Nagyszebeni Lucian Blaga Egyetem.

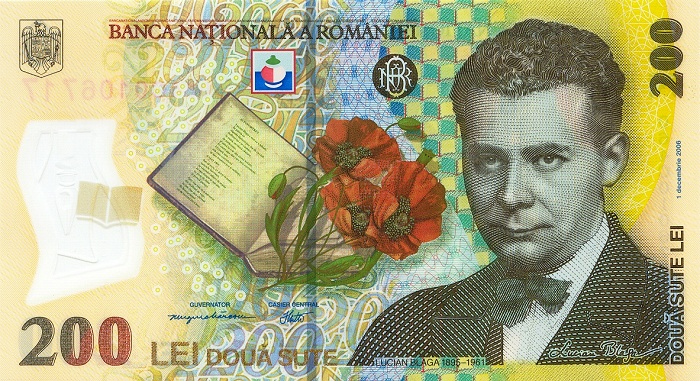
képe a 200 lejesen

## Művei

### Verseskötetei
- 1919 – Poemele luminii (A fény versei)
- 1921 – Pașii profetului (A próféta léptei)
- 1924 – În marea trecere (A nagy elmúlásban)
- 1929 – Laudă somnului (Az álom dicsérete)
- 1933 – La cumpăna apelor (Vízválasztónál)
- 1938 – La curțile dorului (A vágy udvarában)
- 1943 – Nebănuitele trepte (Nem sejtett lépcsők)
- 1982 – Posztumusz költeményei (3 kötet)

### Költői hitvallás (Ars poetica)
Lucian Blaga versei alapján az ő költői hitvallása az alkotás és alkotó közötti kapcsolatot vizsgálja. Véleménye szerint az alkotás az én (egyéni tudat) és a világ közötti közvetítő szerepét tölti be. Az alkotás folyamata gyarapítja a titkokat és rejtélyeket, nem csökkenti azokat. A titok a vers esszenciája, lényege. Ezért a költői képek nem „jelentenek”, hanem „utalnak”, nem magyarázzák meg az univerzum rejtélyeit, hanem megvédik és gyarapítják azokat.

### Drámái
- 1921 – Zamolxe, mister păgân (Zamolxész, pogány titok)
- 1923 – Tulburarea apelor (Vizek zavargása)
- 1925 – Daria
- 1925 – Ivanca (Fapta)
- 1925 – Învierea (A feltámadás)
- 1927 – Meșterul Manole (Manole mester)
- 1930 – Cruciada copiilor (A gyermekek keresztes hadjárata)
- 1934 – Avram Iancu
- 1944 – Arca lui Noe (Noé bárkája)
- 1964 – Anton Pann

### Aforizmakötetei
- Pietre pentru templul meu (Kövek a templomomhoz)
- Discobolul (A diszkoszvető)
- Elanul insulei (A sziget lendülete)

### Prózai művei
- Hronicul și cântecul vârstelor, önéletrajzi mű (Az életkorok krónikása és éneke)
- Luntrea lui Charon, regény, önéletrajzszerű mű (Kháron ladikja)

### Esszéi és filozófiai tanulmányai
- 1922 – Cultură și cunoștință (Kultúra és megismerés)
- 1924 – Filosofia stilului (A stílus filozófiája)
- Fenomenul originar (Az eredeti jelenség)
- 1925 – Fețele unui veac (Egy évszázad arcai)
- Ferestre colorate (Színes ablakok)
- 1926 – Daimonion
- 1931 – Eonul dogmatic
- 1933 – Cunoașterea luciferică (A luciferi megismerés)
- 1934 – Censura transcendentă (A transzcendens cenzúra)
- Orizont și stil (Horizont és stílus)
- 1936 – Spațiul mioritic (A mioritai tér)
- Elogiul satului românesc (A román falu dicsérete)
- 1937 – Geneza metaforei și sensul culturii (A metafora születése és a kultúra értelme)
- 1939 – Artă și valoare (Művészet és érték)
- 1940 – Diferențialele divine (Az isteni differenciálok)
- 1941 – Despre gândirea magică (A mágikus gondolkodásról)
- Religie și spirit (Vallás és szellem)
- 1942 – Știință și creatie (Tudomány és alkotás)
- 1947 – Despre conștiința filosofică (A filozófiai öntudatról)
- 1948 – Aspecte antropologice (Antropológiai vonatkozások)
- 1966 – Gândirea românească în Transilvania în secolul al XVIII -lea (A román gondolkodás Erdélyben a XVIII. században)
- 1968 – Zări și etape (Láthatárok és szakaszok)
- 1969 – Experimentul și spiritul matematic (A matematikai szellem és a kísérlet)
- 1972 – Isvoade
- 1977 – Ființa istorică (A történelmi lény)

## Magyarul
- Mágikus virradat. Válogatott versek; szerk., bev., jegyz. Domokos Sámuel, ford. Áprily Lajos et al.; Európa, Bp., 1965
- Évek krónikája és éneke; bev. George Ivaşcu, ford. Kiss Jenő; Ifjúsági, Bukarest, 1968
- Lucian Blaga legszebb versei; ford. Áprily Lajos et al., vál., bev. Jancsó Elemér; Albatrosz, Bukarest, 1970
- Csodálatos mag. Versek; vál., bev. Alexandru Căprariu; Dacia, Kolozsvár-Napoca, 1975 (Tanulók könyvtára)
- Egy évszázad arcai. Aforizmák, esszék, tanulmányok; ford. Molnár Szabolcs, Szilágyi Domokos; Kriterion, Bukarest, 1978
- Lucian Blaga versei; ford. Áprily Lajos et al., vál., szerk. Zirkuli Péter; Európa, Bp., 1979 (Lyra mundi)
- Manole Mester. Dráma; ford., utószó Markó Béla; Kriterion, Bukarest, 1984
- Novemberi nyár. Válogatott versek; vál. Király László, ford. Áprily Lajos et al.; Kriterion, Bukarest, 1987 (Román költők)
- De profundis. Versek; ford. Lengyel Ferenc; Polis, Kolozsvár, 2002

## Fordítás
- Ez a szócikk részben vagy egészben  a   Lucian Blaga című angol Wikipédia-szócikk fordításán alapul.  Az eredeti cikk szerkesztőit annak laptörténete sorolja fel. Ez a jelzés csupán a megfogalmazás eredetét és a szerzői jogokat jelzi, nem szolgál a cikkben szereplő információk forrásmegjelöléseként.